# えび (バンド)
えびは、日本のロックバンド。1988年に結成され、1995年に解散した。
「腐った日本社会に警鐘を打ち鳴らす社会派パンクバンド」と位置づけられながら、「へらへらとギャグかましつつ、キビしく現実批判という芸風」と評される。

## 来歴
1988年12月 - 結成。ホコ天や都内ライブハウスを中心に活動を始める。
1989年4月 - 『三宅裕司のいかすバンド天国』に出演。「ベストキャラクター賞」「ベストコンセプト賞」「ねじめ正一賞」受賞。
1990年 - 音楽活動の拠点として「株式会社えびジャパン」を設立。「保険人生おくれ」が日本損害保険協会CMソングに使用される。
1991年 - ワーナーミュージック・ジャパン社内レーベル・Wea Japanと3年間のアーティスト契約。2枚のアルバムとシングルをリリース。
1993年 - ギターの小五郎脱退、しばらくトリオにて活動。かつて死民レーベルにてインディーズ活動していたバンドGötz(ゲッツ)よりギターのシンタロウが加入し再び４人編成にて活動。
1994年 - 自主制作にて「パンクジャンジャカジャン」をリリース。
1995年 - 解散。
解散後、ボーカルの健(社長)はREBEL BLUEを結成。ギターの小五郎はThe ピーズ・ギャーメランズ・SKASHのギタリストを経てJar & Jahで活動後、現在はコゴローズで活動中。ベースの華丸はイラストレーターとなり、デザイン事務所・ウーマを経営。CDジャケットデザインなどを行っている。ドラムのTSURUはミュージック・ビデオの映像監督として活動中。ギターのシンタロウは渡米。
2009年 - 9月6日新宿レッドクロスにて、解散後初のオリジナルメンバーによるライブ開催。

## メンバー
メジャー・デビュー時のメンバー
- 健(社長)（加藤健、ボーカル）
- 小五郎（土田小五郎、ギター）
- 華丸（藤井”華丸”智裕、ベース）
- TSURU（鶴岡雅浩、ドラム）

元メンバー
- シンタロウ（新井深太郎、ギター）

## ディスコグラフィー

### シングル
|     | リリース日    | タイトル       | レーベル  | 収録時間 |
| 1st | 1991年7月25日 | ポンポコおやじ | Wea Japan |          |
| 2nd | 1992年3月25日 | バカみたい     | Wea Japan |          |

### オリジナル・アルバム
|     | リリース日    | タイトル                  | レーベル     | 収録時間 |
|     | 1990年4月25日 | あわせみそ                | 死民レーベル |          |
| 1st | 1991年7月25日 | にくまれっこ世にはばかる  | Wea Japan    | 47分     |
| 2nd | 1992年4月25日 | 言えるもんなら言ってみな! | Wea Japan    | 49分     |
|     | 1994年8月1日  | パンクジャンジャカジャン  | えびジャパン |          |

## エピソード
『慶應大学ゲリラライブ』…ボーカル加藤の慶應義塾大学での卒業式に2t車にバンドセットを組みゲリラライブを行う。持参した消火器をぶちまけ、式を騒然とさせた。このライブでは通りがかりの学生服を着た卒業生が「消火器の粉が服にかかった」と、トラックの前で消火器をぶちまけた小五郎に詰め寄り、一触即発の雰囲気になったが、荷台の上で機材を片づけていた華丸が「謝れ」と怒鳴ったところ、小五郎は小声で謝った。しかし卒業生が「何だその謝り方は!」と怒鳴ったので、再び一触即発の雰囲気になったが、荷台の上で仁王立ちになった華丸が「謝ってるでしょーが!」と怒鳴ったところ、卒業生は立ち去った。華丸の手には畳んだシンバルスタンドが握りしめられていたとのこと。
『イカ天』の生放送直前、ベースの華丸が泥酔して日比谷シャンテ前の噴水で全裸で踊り、警察に通報されたということで後々まで語り草になった。本番の時にはもちろん服を着ていたが、下着ははいていなかった。なお、障子が開いた瞬間は全員がえびぞりの格好で寝ていた。
『イカ天』での演奏曲は、「日本語を駆使した現代のオッペケペー節」『日本人』。歌詞の「臥薪嘗胆のけちゅまちゅ（結末）」がウケる（ねじめ正一に評価される）。また演奏面では辛口批評で知られる審査員・吉田建らから華丸のベース、つるのドラムが評価されるも、小五郎のギターに関しては「いまいち」と言われてしまい、小五郎が「うるせえこの野郎」と毒づくという一幕があった。
『テレビ朝日・プレステージ出演』…インディーズロックを語る内容の番組に出演。他の出演バンド10数組と共にひな段に座っていたメンバーが、ゲスト出演していた男闘呼組と口論になり生放送の番組は緊迫した。
メジャー・デビュー盤『にくまれっこ世にはばかる』のゲストは大木凡人とジョニー・サンダース。